# Granice słyszalności

Powierzchnia słyszalności

Granice słyszalności – skrajne (górna i dolna) częstotliwości fal dźwiękowych oraz dolna i górna wartość poziomu ciśnienia akustycznego dźwięków, które są słyszalne przez ucho ludzkie.
Granice słyszalności są pojęciem umownym i zostały uśrednione (były wielokrotnie wyznaczane empirycznie przez różnych badaczy). Granice słyszalności na diagramie częstotliwość–poziom ciśnienia akustycznego tworzą tak zwaną powierzchnię słyszalności.

## Dolna granica słyszalności
Dolna granica słyszalności (również próg słyszalności, próg absolutny, próg detekcji sygnału) jest określona przez poziom ciśnienia akustycznego, przy którym ucho zaczyna odbierać wrażenia dźwiękowe; poziom ten zależy od częstotliwości. Na przykład aby usłyszeć ton o częstotliwości 100 Hz, poziom ciśnienia akustycznego musi być o 35 dB wyższy niż dla tonu 1 kHz.
Statystycznie ucho ludzkie jest najbardziej czułe dla tonu o częstotliwości około 4 kHz. Dla tonu o częstotliwości 1 kHz definiuje się nominalną wartość odniesienia ciśnienia akustycznego. Jest ona określona na poziomie 20 µPa, co odpowiada natężeniu dźwięku 10−12 W/m². Ostatecznie jednak odbiór dźwięków (w tym ich słyszalność) jest subiektywny i zależy od wieku, płci oraz innych cech osobniczych.

## Górna granica słyszalności
Górna granica słyszalności (również granica bólu) jest określona przez poziom ciśnienia akustycznego, przy którym sygnał dźwiękowy powoduje ból.